# Neolagenipora collaris
Neolagenipora collaris är en mossdjursart som först beskrevs av Norman 1867.  Neolagenipora collaris ingår i släktet Neolagenipora och familjen Romancheinidae. Inga underarter finns listade i Catalogue of Life.